# Sarcophaga mantiae
Sarcophaga mantiae är en tvåvingeart som beskrevs av Nandi 2002. Sarcophaga mantiae ingår i släktet Sarcophaga och familjen köttflugor. Inga underarter finns listade i Catalogue of Life.